# Quellón
Quellón is een gemeente in de Chileense provincie Chiloé in de regio Los Lagos. Quellón telde 27.192 inwoners in 2017.